# Adèle Lilljeqvist

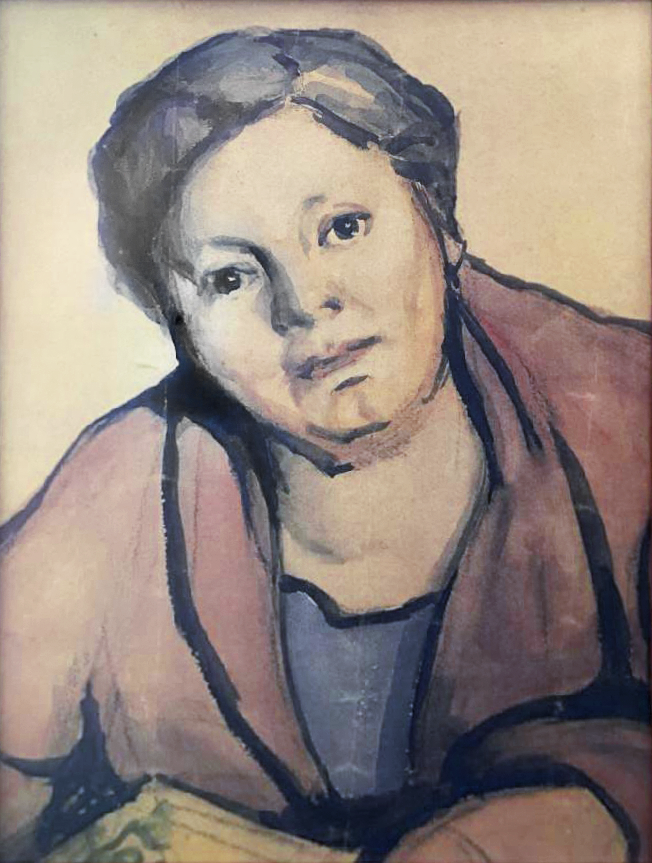
Selbstportrait

Adèle Lilljeqvist-Wieland (* 6. Oktober 1862 in Glarus; † 8. Mai 1927 in Bern) war eine Schweizer Malerin.

## Leben
Adèle Wieland wurde 1862 als älteste Tochter des Hoteliers Carl Gustav Wieland und Sophie, geb. Kraft, geboren. Im Jahre 1870 zog die Familie nach Bern, wo Adèle die Mädchenschule absolvierte, sowie ihren ersten Malunterricht. Nach Abschluss der Schulzeit besuchte sie die bernische Kunstgewerbeschule. An der Verlobungsfeier ihrer Schwester Fanny lernte Adèle ihren künftigen Ehemann, den Schweden Friedrich Gottfried Lilljeqvist, kennen. Im Jahre 1887, im Alter von 25 Jahren, heiratete sie ihn und zog mit ihm nach England, wo Gottfried einen internationalen Holzhandel betrieb. Leider dauerte das Eheglück kaum neun Jahre, während denen Adèle fünf Söhne zur Welt brachte. Nach einem Unfall zog sich Gottfried ein Gehirnleiden zu, das ihm die Handlungsfähigkeit nahm. Mit der Hilfe einer Bekannten und ab da lebenslangen Freundin und Lebensgefährtin, Fräulein Ernst, löste Adèle alle geschäftlichen Beziehungen auf, liquidierte ihren Haushalt in London und zog nach Bern. 1897 erlag Gottfried Lilljeqvist, ein Jahr nach dem Unfall, seiner Hirnkrankheit.
In Bern widmete sich Adèle mit der Hilfe von Fräulein Ernst der Erziehung ihrer Söhne. Die ersten Jahre dürften eine schwere Zeit gewesen sein, da kurz nach dem Dahinscheiden ihres Mannes auch noch ihr Vater starb. Doch schienen die darauffolgenden Jahre glücklicher entwickelt zu haben.
Je erwachsener ihre Söhne wurden, desto mehr interessierte sich deren Mutter wieder für die Kunst. Lilljeqvist studierte Zeichnen und Malen bei Ernst Linck in Bern und machte Malexpeditionen in der Schweiz, zu den «Malweibern» nach München und in die Bretagne, wo sie den Künstler Alcide Le Beau kennenlernte. Sie malte fortan Landschaften, Figürliches, Bildnisse und Stillleben. Der Maler Le Beau begann, sie regelmässig in Bern zu besuchen und zu unterrichten. Unter seinem Einfluss bewegte sich ihr Stil zunehmend fort von einer anfänglichen Naivität und wandte sich dem Expressionismus und dem Fauvismus zu.
Im Sommer 1921 fand sie auf einer Reise nach Südfrankreich den Ort, an dem sie ihre künstlerisch produktivsten, letzten Jahre verbringen sollte: Sanary-sur-mer. Lilljeqvist war begeistert vom Licht und den Farben der Provence sowie dem bunten Treiben im kleinen Hafenstädtchen. Sie lebte und malte dort und kaufte sich 1924 ein Haus an der Hafenpromenade.
In diesen Jahren nahm Lilljeqvists Präsenz in der Schweizer Kunstszene zu. Ihre Werke fanden den Weg in die Schweizer Turnus-Ausstellungen und in den Schweizer Salon. Ausserdem wurden ihre Bilder in Einzelausstellungen im Lyceum Genf, in Neuchâtel und im Kunsthaus Zürich ausgestellt. Lilljeqvist präsentierte ihre Werke auch im Ausland, namentlich 1913, 1919 und 1920 in Paris am Salon d’Automne, sowie in mehreren deutschen Städten.
Sie setzte sich auch für die Unterstützung von Schweizer Künstlerinnen ein, die es damals in der Schweizer Kunstwelt schwer hatten. So antwortete zum Beispiel Ferdinand Hodler mit dem Ausspruch Mir wei känner Wiiber (wir wollen keine Frauen) auf die Forderung Schweizer Künstlerinnen auf Gleichberechtigung bei Ausstellungen. Ab 1914 präsidierte Adèle Lilljeqvist die Gesellschaft Schweizer Malerinnen, Bildhauerinnen und Kunstgewerblerinnen, kurz GSMBK. Von 1923 bis 1926 war sie als erste Frau Mitglied in der Eidgenössischen Kunstkommission.
Im Frühling 1927 musste Lilljeqvist zurück nach Bern reisen, da ihre Freundin schwer erkrankt war. Dort wurde bei ihr selbst eine Krebserkrankung im fortgeschrittenen Stadium diagnostiziert. Nach acht Wochen im Spitalbett und einem letzten Besuch von vier ihrer fünf Söhne erlag sie dem Krebs im Alter von 65 Jahren am 8. Mai 1927.

## Werke

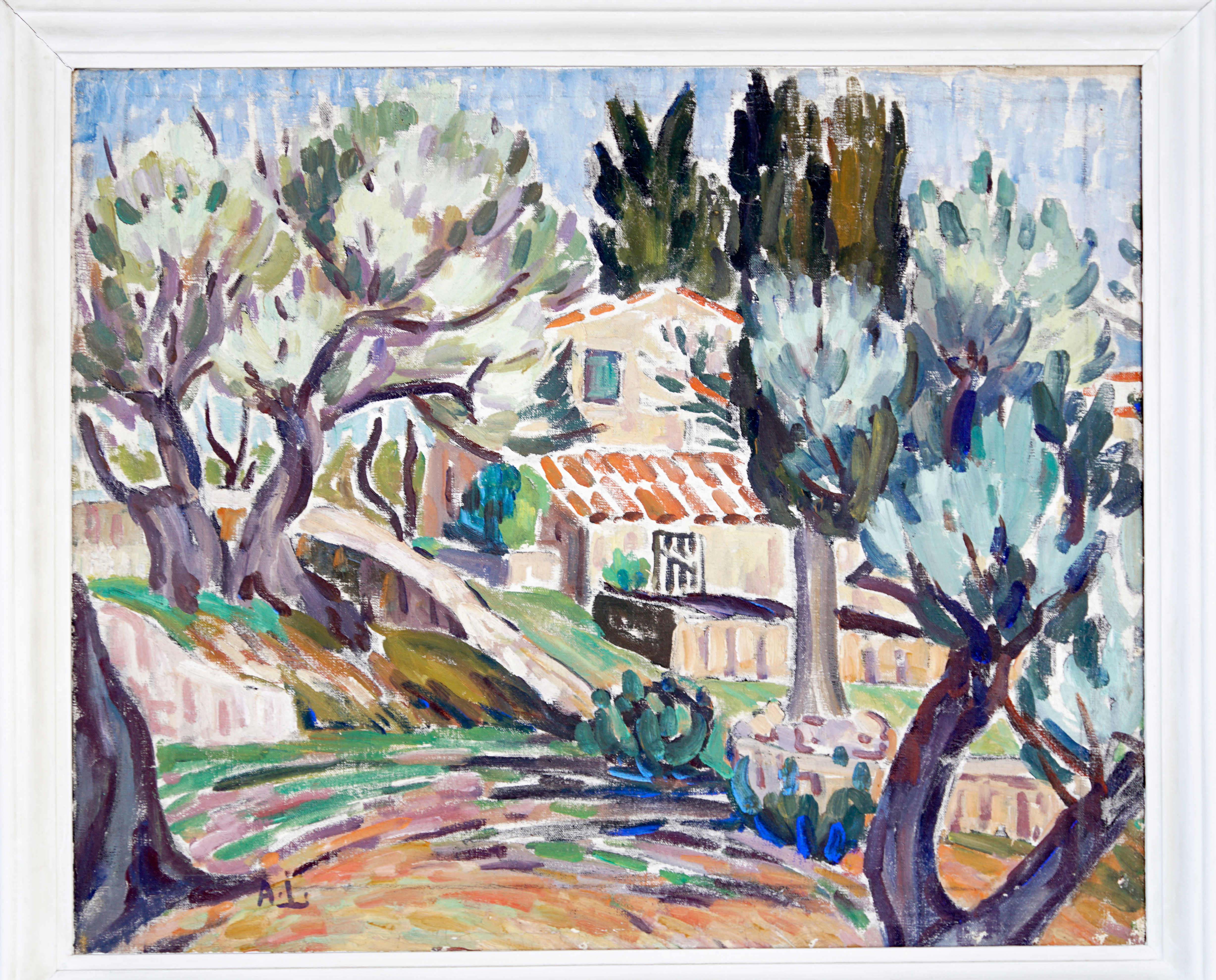
Paysage de Provence, 1922, 50 × 65 cm, Gemälde Öl/Leinwand

- 1906: Das Nydegghöfli in Bern, Aquarell[4]
- 1908: Winterliche Berglandschaft an einem sonnigen sandfarbenen Haus, Zeichnung Aquarell, Bleistift/Papier, 28 × 37 cm[5]
- 1908 oder früher: À Saas Fee (In Saas Fee), Aquarell[6]
- 1908 oder früher: Soirée d’hiver (Winterabend), Farb-Zeichnung[6]
- 1908 oder früher: Hiver à Gstaad (Winter in Gstaad), Farb-Zeichnung[6]
- 1909: Sonnige Feldlandschaft mit Bäumen und Waldstücken, Gemälde Öl/Leinwand, 30 × 41 cm[7]
- 1920 oder früher: Paysage du Lac Leman (Landschaft am Genfer See)[8]
- 1921 oder früher: Automne au Lac Leman (Herbst am Genfer See), Oel[9]
- 1921 Place du marché, Gemälde Öl/Leinwand, 38 × 46 cm[7]
- 1922 Paysage de Provence, Gemälde Öl/Leinwand, 50 × 65 cm (Im Familienbesitz)

## Ausstellungen
- 1908: Exposition de la Société Suisse des Femmes Peintres et Sculpteures, Bâtiment electoral, Genève[10]
- 1920: Schweizerische Kunst-Ausstellung in Amerika[8]
- 1921: IX. Ausstellung der Gesellschaft Schweiz. Maler, Bildhauer und Architekten, Kunsthaus Zürich[9]
- 1925: Gruppenausstellung (gemeinsam mit E. Bucherer, G. François, Dora Hauth, H. Huber, R. Kündig, H. Schöllhorn, A. Segenreich, A. de Spengler, Hans Stocker, Ad. Thomann, F. Traffelet, We. Weber, Hanns Welti, Alfred Kubin),  Kunsthaus Zürich[11]
- 1928: Gruppenausstellung (gemeinsam mit Ernest Bolens, Max Burgmeier, Eugen Maurer, Gregor Rabinovitch), Kunsthalle Bern[6][12]
- 2021: Künstlerinnen in der Kunsthalle Bern – eine Archivrecherche – Radikale Frauenbefreiungsbewegung FBB und Schweizerische Gesellschaft Bildender Künstlerinnen SGBK (gemeinsam mit Maja Allenbach, Alice Bailly, Suzanne Baumann, Helen Dahm, Suzanne Duchamp, Marlene Dumas, Maria Eichhorn, May Fasnacht, Andrea Fraser, Marguerite Frey-Surbek, Anne-Mie van Kerckhoven, Käthe Kollwitz, Lilly Keller, Adèle Lilljeqvist, Margrit Linck, Ka Moser, Meret Oppenheim, Germaine Richier, Bridget Riley, Susanne Schwob, Shirana Shahbazi, Sophie Taeuber-Arp, Inga Vatter-Jensen), Bern